# بچه‌های بازبی

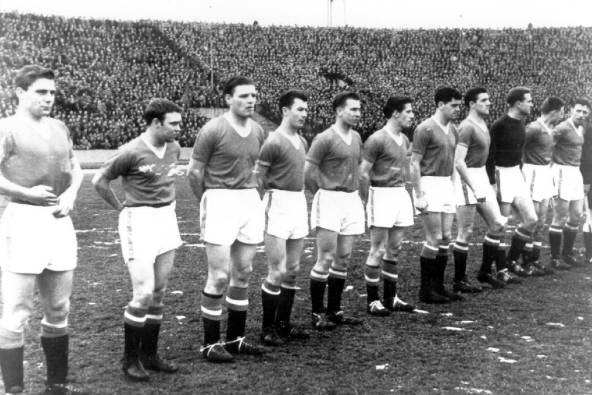
تصویری از آخرین بازی بچه های بازبی

بچه‌های بازبی یا دردانه‌های بازبی (به انگلیسی: Busby Babes) گروهی از بازیکنان منچستر یونایتد بودند که در رده‌های نوجوانان و جوانان این باشگاه رشد کردند و به تیم اصلی که سرمربی وقتش، مت بازبی بود، راه یافتند. این تیم موفقیت‌های زیادی نسبت به میانگین سنی‌اش کسب کرد. این لقب توسط رسانه‌ها انتخاب شده بود.
هشت تن از این بازیکنان - راجر بایرن، ادی کولمن، مارک جونز، دانکن ادواردز، بیلی ولان، تامی تیلور، دیوید پگ و جئوف بنت - در فاجعه هوایی مونیخ در سال ۱۹۵۸، جان باختند.